# Coenogonium magdalenae
Coenogonium magdalenae är en lavart som beskrevs av Rivas Plata, Lücking & Lizano. Coenogonium magdalenae ingår i släktet Coenogonium och familjen Coenogoniaceae.   Inga underarter finns listade i Catalogue of Life.